# 1. division 1969 (fodbold)
Danmarksturneringen 1969 var den 56. sæson om Danmarksmesterskabet i fodbold for herrer organiseret af DBU. B 1903 fra København blev mester for 5. gang. 
Det var første gang siden 1938, at B 1903 blev dansk mester i fodbold. Det var blot anden gang, at et hold vandt mesterskabet i den første sæson efter oprykning til 1. division.
Mesterskabet blev afgjort på næstsidste spilledag d. 26. oktober 1969, da B 1903 foran 12.700 tilskuere i Københavns Idrætspark slog Esbjerg fB med 3-1, samtidig med at nærmeste forfølger, AaB, tabte 1-4 hjemme til Hvidovre IF.
De forsvarende mestre KB var efter 12 runder på sjettepladsen, vandt 9 af holdets ti sidste kampe og blev nr. to. KB vandt Landspokalturneringen 1968-69 med finalesejr på 3-0 over Frem. Frem kvalificerede sig Pokalvindernes Europa Cup 1969-70, idet KB i forvejen havde kvalificeret sig Mesterholdenes Europa Cup 1969-70.
I sidste spillerunde var Vejle B tæt på at rykke ud af 1. division, idet B 1909 førte 4-2 mod B 1901 , mens Vejle kun havde uafgjort 3-3 på udebane mod Hvidovre IF. To minutter før tid scorede Jørgen Marcussen sejrsmålet, der sikrede Vejle en ny sæson i 1. division og sendte B 1909 ned i 2. division.
Esbjerg fB, der vandt fire mesterskaber fra 1961 til 1965, sluttede sidst og rykkede ned efter 20 sæsoner i 1. division. Randers Freja rykkede for første gang i klubbens historie op i 1. division.

## Stillingen
| Pos | Hold        | K  | V  | U | T  | M+ | M- | MR    | P  | Kvalifikation eller nedrykning    |
| --- | ----------- | -- | -- | - | -- | -- | -- | ----- | -- | --------------------------------- |
| 1   | B 1903 (O)  | 22 | 15 | 4 | 3  | 58 | 25 | 2,320 | 34 | Mesterholdenes Europa Cup 1970-71 |
| 2   | KB (M) [a]  | 22 | 14 | 2 | 6  | 52 | 26 | 2,000 | 30 |                                   |
| 3   | AaB         | 22 | 12 | 5 | 5  | 52 | 26 | 2,000 | 29 |                                   |
| 4   | Hvidovre IF | 22 | 11 | 4 | 7  | 35 | 34 | 1,029 | 26 | Inter-Cities Fairs Cup 1969-70    |
| 5   | Horsens fS  | 22 | 9  | 6 | 7  | 39 | 36 | 1,083 | 24 |                                   |
| 6   | AB          | 22 | 9  | 5 | 8  | 32 | 36 | 0,889 | 23 |                                   |
| 7   | B 1913      | 22 | 8  | 3 | 11 | 33 | 40 | 0,825 | 19 | Inter-Cities Fairs Cup 1969-70    |
| 8   | Vejle B     | 22 | 6  | 5 | 11 | 33 | 42 | 0,786 | 17 |                                   |
| 9   | Frem [a]    | 22 | 5  | 7 | 10 | 33 | 45 | 0,733 | 17 | Pokalvindernes Europa Cup 1969-70 |
| 10  | B 1901 (O)  | 22 | 7  | 3 | 12 | 58 | 38 | 1,526 | 17 |                                   |
| 11  | B 1909      | 22 | 6  | 4 | 12 | 44 | 56 | 0,786 | 16 | Nedrykning                        |
| 12  | Esbjerg fB  | 22 | 5  | 2 | 15 | 30 | 49 | 0,612 | 12 | Nedrykning                        |

1. ^ KB vandt Landspokalturneringen 1968-69 med finalesejr på 3-0 over Frem. Frem kvalificerede sig Pokalvindernes Europa Cup 1969-70, idet KB i forvejen havde kvalificeret sig Mesterholdenes Europa Cup 1969-70.

## Kvalifikation til Inter Cities Fairs Cup
KBU og FBU havde tilmeldt sig den europæiske klubturnering Inter-Cities Fairs Cup 1969-70, på dansk kaldet Messebyturneringen. Bedst placerede københavnske klub og bedst placerede fynske klub efter første halvdel af sæsonen (Forårsturneringen) kvalificerede sig.

KØBENHAVN
Frem havde kvalificeret sig til Pokalvindernes Europa Cup 1969-70 og deltog ikke. KB havde kvalificeret sig Mesterholdenes Europa Cup 1969-70 og deltog ikke.
Hvidovre tog pladsen fra B 1903 i forårets sidste kamp på Gentofte Stadion 17. juni 1969 foran 13.000 tilskuere, hvor Hvidovre vendte 0-1 til sejr på 3-2 over B 1903.

| Pos | Hold        | K  | V | U | T | M+ | M- | MR    | P  | Kvalifikation                  |
| --- | ----------- | -- | - | - | - | -- | -- | ----- | -- | ------------------------------ |
| 1   | Hvidovre IF | 11 | 7 | 2 | 2 | 18 | 14 | 1,286 | 16 | Inter-Cities Fairs Cup 1969-70 |
| 2   | B 1903      | 11 | 6 | 3 | 2 | 21 | 10 | 2,100 | 15 |                                |
| 3   | AB          | 11 | 2 | 3 | 6 | 8  | 18 | 0,444 | 7  |                                |

ODENSE

| Pos | Hold   | K  | V | U | T | M+ | M- | MR    | P  | Kvalifikation                  |
| --- | ------ | -- | - | - | - | -- | -- | ----- | -- | ------------------------------ |
| 1   | B 1913 | 11 | 4 | 3 | 4 | 14 | 14 | 1,000 | 11 | Inter-Cities Fairs Cup 1969-70 |
| 2   | B 1909 | 11 | 3 | 3 | 5 | 19 | 20 | 0,950 | 9  |                                |